# Karl-Heinz Mießmer
Karl-Heinz Mießmer (* 14. März 1947 in Freiburg im Breisgau) ist ein ehemaliger deutscher Fußballspieler. Der Mittelfeldspieler absolvierte insgesamt 208 Spiele in der 2. Fußball-Bundesliga, zuvor war er lange Zeit bereits in der zweitklassige Regionalliga aktiv.

## Sportlicher Werdegang
Mießmer begann seine Karriere beim FC Emmendingen. Während seines Wehrdienstes in Karlsruhe spielte er für die Nachwuchsmannschaft des Karlsruher SC.
1968 wechselte Mießmer zum Freiburger FC. Sein Debüt in der am ersten Spieltag der Spielzeit 1968/69 krönte er beim 5:3-Erfolg über den KSV Hessen Kassel mit einem Tor, zur Vizemeisterschaft des Deutschen Meisters von 1907 trug er an der Seite von Torhüter Spira Đurić, Werner  Anzill, Gert Fröhlich und Karl-Heinz Bente mit fünf Toren in 17 Saisonspielen bei. In der anschließenden Aufstiegsrunde war er ebenfalls nur Ergänzungsspieler, als die Mannschaft sich im Aufstiegsrennen mit Rot-Weiß Oberhausen ein Duell lieferte und erst am letzten Spieltag nach einem 0:0-Remis im direkten Aufeinandertreffen aufgrund der schlechteren Tordifferenz gegenüber dem punktgleichen Konkurrenten den Erstligaaufstieg verpasste. In den folgenden Jahren etablierte sich Mießmer als Stammspieler als der Klub sich in der vorderen Tabellenhälfte platzierte.
1972 wechselte Mießmer gemeinsam mit seinem Freiburger Mannschaftskamerad Helmut Siebert zum FV 04 Würzburg in die drittklassige 1. Amateurliga Bayern. Nach nur einer Spielzeit kehrte er nach Baden-Württemberg zurück, wo er für den kurpfälzischen Klub SV Waldhof Mannheim auflief. Mit der Mannschaft schaffte er als Tabellensiebter der Spielzeit 1973/74 über die Fünfjahreswertung die Qualifikation für die 2. Bundesliga, sein Zweitligadebüt hatte er am 1. Spieltag der Saison 1974/75 für Waldhof Mannheim gegen die Stuttgarter Kickers.
1977 kehrte Mießmer zum Freiburger FC zurück, der in die 2. Bundesliga aufgestiegen war und sich neben ihm mit Jürgen Marek, Hubert Birkenmeier und Yves Bischoff verstärkte. Trainer Georg Gawliczek setzte direkt auf seine Erfahrung und installierte ihn beim Liganeuling als Stammkraft. Auch unter dem zur folgenden Spielzeit übernehmenden Norbert Wagner, vormals Trainerassistent beim VfB Stuttgart, blieb er Stammkraft und musste nur kurz nach Saisonbeginn verletzungsbedingt pausieren. Der Klub stand im mittleren Tabellenbereich, nach einer kurzen, in einer 1:7-Klatsche beim MTV Ingolstadt kulminierenden Niederlagenserie ließ der Klub Wagner nach einem 0:0-Remis am folgenden Spieltag gegen Mießmers Ex-Klub aus Würzburg zum Ligakonkurrenten KSV Baunatal ziehen. Nachdem zunächst mit Bente eine Spielertrainerinterimslösung aus der Mannschaft gekommen war, führte Milovan Beljin den Klub auf den 13. Tabellenplatz. Wiederum kam mit Anton Rudinski ein neuer Übungsleiter, dieser setzte auch über weite Strecken auf ihn. Nach einer Spielerrevolte übernahm Bernd Hoss im März 1980 das Traineramt, unter dem er in sechs der 16 letzten Saisonspiele auf dem Platz stand. Der Klub geriet zunehmend in finanziell unstetes Fahrwasser und erhielt für die Saison 1980/81 die Zweitliga-Lizenz nur noch unter Auflagen, die Folge war die Umstrukturierung des Kaders in der Folge. Dennoch gelang am Saisonende – zunehmend von Verletzungen geplagt spielte Mießmer nur noch sporadisch – die Qualifikation für die eingleisige 2. Bundesliga, dort lief aber Mießmer nicht mehr auf, der sich zum Karriereausklang dem Amateurklub SV Endingen anschloss.
Weit nach seinem Karriereende nahm Mießmer, der in der Nähe von Freiburg wohnt, an regelmäßigen Treffen der Beinahe-Aufstiegsmannschaft des FFC teil. Hauptberuflich ist er im Baugewerbe tätig.